# Поп Анка
Анка Поп (рум. Anca Pop 22 жовтня 1984, Молдова-Ноуе, Румунія — 16 грудня 2018, Свиниця, Румунія) — румунська та канадійська співачка, автор пісень, композитор, гітаристка, мандоліністка, музичний продюсер і актриса.

## Дитинство
Анка Поп народилася 22 жовтня 1984 року в Молдові-Ноуе, Румунія. Коли Анке було всього три роки, її батьки вирішили втекти з Румунії в Сербію, вони перетнули кордон на надувних човнах через Дунай. У Сербії сімейство Поп залишалося в таборі для політичних біженців протягом семи місяців, перш ніж емігрувати в Канаду. З їх прибуттям в Онтаріо, Канада, Анка почала захоплюватися музикою і в віці семи років почала грати на мандоліні і займатися співом. Паралельно вона займалася спортом, брала уроки малювання і літератури. Після падіння комуністичного режиму її батьки повернулися до Румунії, що стало нелегким етапом в житті Анки, і в підсумку вона вирішила повернутися в Канаду.

## Кар'єра
Поп випустила свій дебютний альбом 12 липня 2017 року Японії, який включає в себе сингли: "Free Love", "Super Cool", "Ring Around", «Loco Poco „І“ Ederlezi».
У 2008 році Поп познайомилася з югославським музикантом Гораном Бреговичем, написавши дві пісні для його 13-го студійного альбому «Champagne for Gypsies». 27 липня 2015 року його випустила версію відео «Free Love „Спеціально для“ Playboy». Вона також з'явилося на обкладинці цього журналу в номері за липень-серпень.

## Загибель
16 грудня 2018 року Поп трагічно загинула в результаті ДТП недалеко від Свиниця вирушаючи до своїх батьків і сестри, Тіні Поп, на сімейну вечерю. Вона втратила контроль над своїм автомобілем з невідомих причин, в результаті чого машина в'їхала в річку Дунай і дівчина потонула, не зумівши вибратися з машини. Незабаром після загибелі Поп з'явилося припущення, що її смерть була самогубством, що незабаром спростувала її сестра Тіна. Похорон Поп відбувся 20 грудня 2018 року, на Дунаї, в комуні Свиниця, так як за життя вона заповіла бути похованою якомога ближче до місця смерті. По містичному збігу обставин, саме в Дунаї Поп мало не загинула в ранньому дитинстві, а її останнє фото, викладене в Instagram було зроблено на тлі цієї річки.